# Булит (окръг, Кентъки)
Окръг Булит (на английски: Bullitt County) е окръг в щата Кентъки, Съединени американски щати. Площта му е 777 km², а населението - 73 931 души (2007 (est.)). Административен център е град Шепърдсвил.